# Oberleitungsbus Bratislava

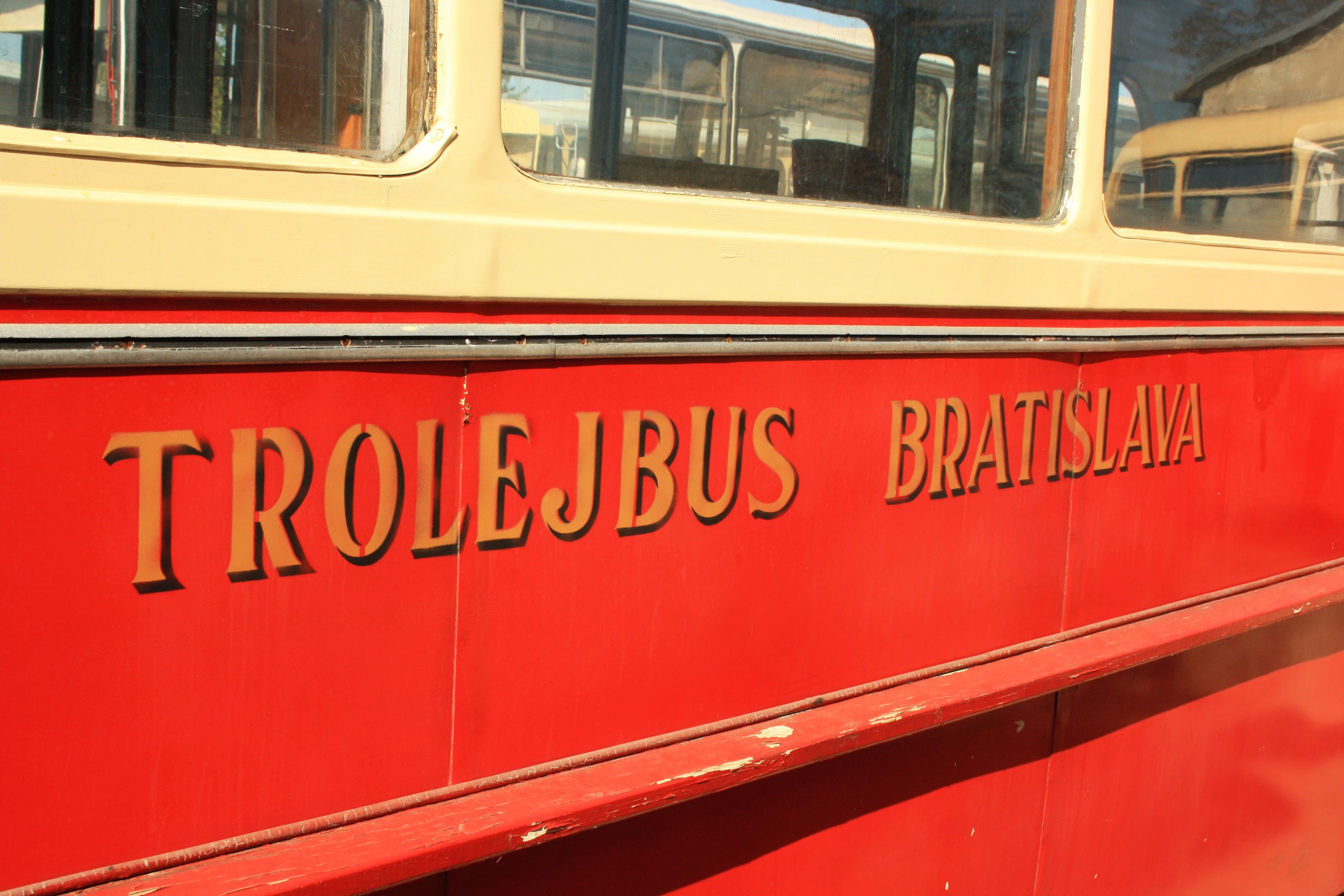
Aufschrift eines historischen Wagens

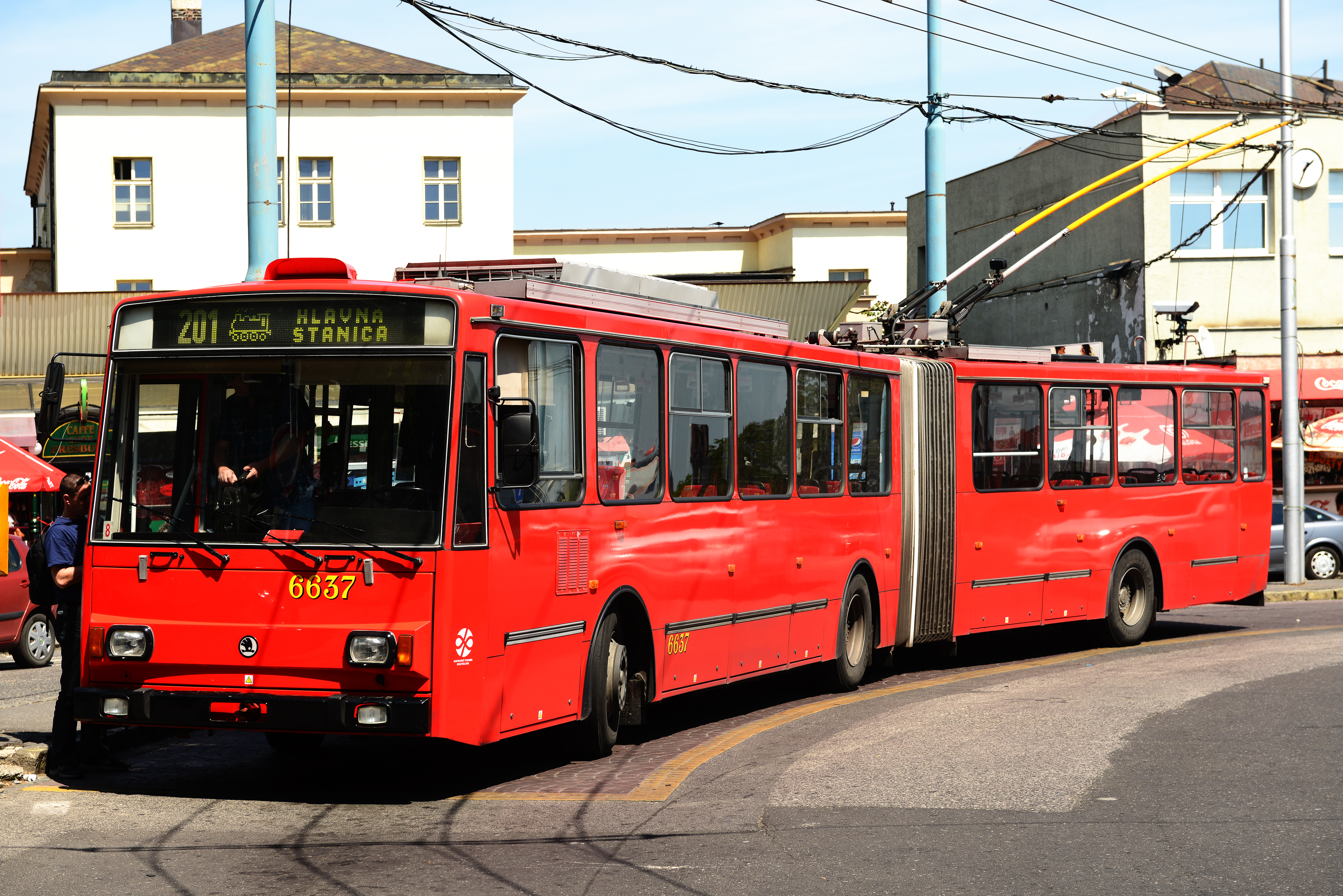
Ein Škoda 15TrM auf Linie 201 (2014)

Der Oberleitungsbus Bratislava ist das Oberleitungsbus-System der slowakischen Hauptstadt Bratislava. Es ist das älteste und mit einer Netzlänge von 41,5 Kilometern zugleich größte des Landes. Das Netz wurde am 31. Juli 1941 als – nach Prag und Plzeň – dritter moderner Oberleitungsbusbetrieb in der Tschechoslowakei eröffnet und ergänzt seither die seit 1895 bestehende Straßenbahn Bratislava. Der Oberleitungsbus wird – wie auch die Straßenbahn sowie der städtische Autobusverkehr – vom kommunalen Verkehrsunternehmen Dopravný podnik Bratislava (DPB) betrieben. Unabhängig davon verkehrte in der Stadt bereits von 1909 bis 1915 die Gleislose Bahn Preßburg–Eisenbrünnl, ein früher Oberleitungsbusbetrieb, der überwiegend Ausflüglern diente. 

## Linien

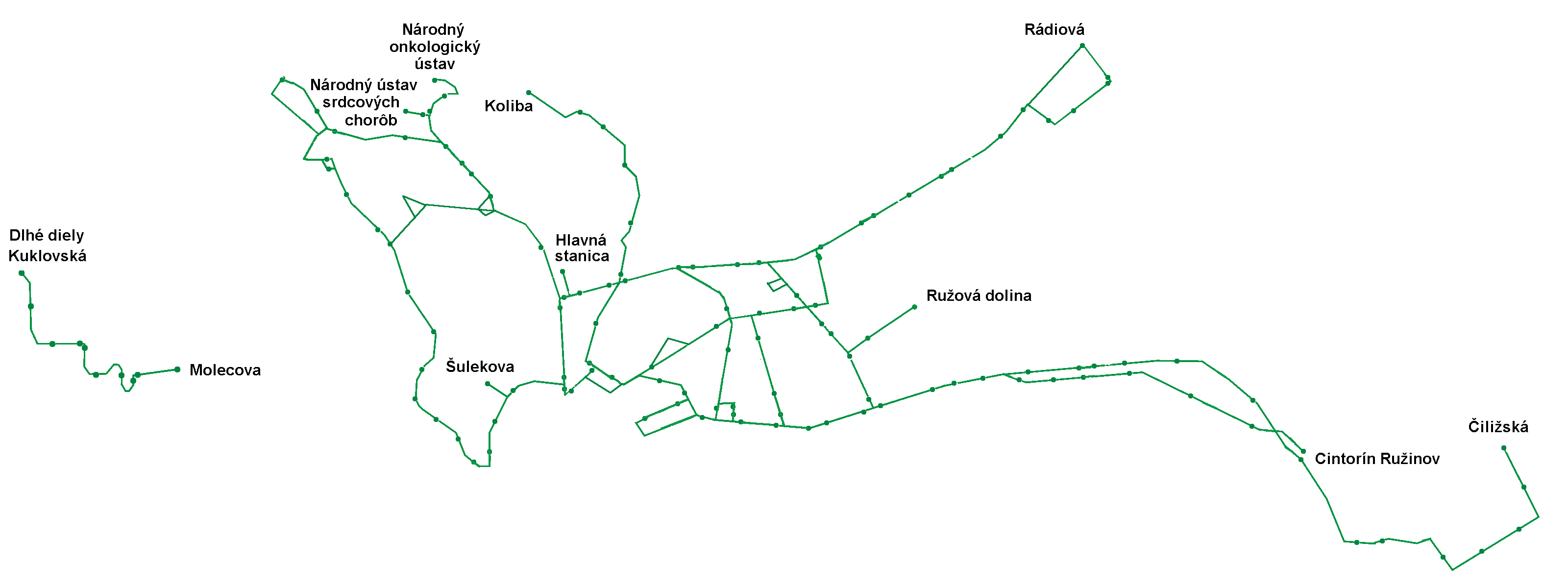
Netzplan von 2007, das heißt noch ohne die Linie 64

Die zusammen 14 Linien, davon drei Nachtlinien, wurden zum 1. November 2021 an das Nummerierungsschema für Autobuslinien angepasst, damit entfielen die früheren 200er-Liniennummern:
| 033 | Dlhé diely – Riviéra                               |
| 40  | Hlavná stanica – Nové SND                          |
| 42  | Červený most – Cintorín Vrakuňa                    |
| 44  | Koliba – Hlavná stanica                            |
| 45  | Kramáre, Národný onkologický ústav – Červený most  |
| 47  | Červený most – TIPOS aréna                         |
| 49  | Kramáre, Národný onkologický ústav – Ružová dolina |
| 60  | Rádiová – Rajská                                   |
| 61  | Hlavná stanica – Letisko / Airport                 |
| 64  | Valašská – Jelačičova                              |
| 71  | Stn. Vrakuňa – Hlavná stanica                      |
| 72  | Stn. Vrakuňa – Rajská                              |
| N44 | Hodžovo námestie – Koliba                          |
| N47 | Hodžovo námestie – Valašská                        |
| N72 | Hodžovo námestie – Stn. Vrakuňa                    |

Als Besonderheit ist die am 4. September 2006 elektrifizierte Linie 33 nicht mit dem restlichen Fahrleitungsnetz verbunden. Außerdem behielt sie ihre Autobus-Liniennummer, obwohl für Oberleitungsbuslinien eigentlich Nummern im 200er-Bereich vorgesehen waren. Ähnlich die am 27. März 2012 eröffnete Linie 64 (2020 eingestellt, mit der obigen Linie 64 nicht zu verwechseln), sie ersetzte einen Teil der gleichzeitig verkürzten Autobuslinie 41.

## Fahrzeuge
Für den Oberleitungsbus Bratislava wurden bisher folgende Wagen beschafft, die aktuell eingesetzten Fahrzeuggenerationen sind grau hinterlegt: 
|                                                                  | Nummern                                 | Stück | Hersteller                       | Typ                 | Art               | niederflurig | Klimaanlage | Baujahre  | Bemerkungen |
| ---------------------------------------------------------------- | --------------------------------------- | ----- | -------------------------------- | ------------------- | ----------------- | ------------ | ----------- | --------- | --- |
|                                                                  | 61–74                                   | 014   | MAN / Sodomka / Siemens          |                     | Solowagen         | nein         | nein        | 1941–1942 | |
|                                                                  | 75–80                                   | 06    | FBW / Tüscher / MFO              |                     | Solowagen         | nein         | nein        | 1944–1945 | |
|                                                                  | 81–90, 116–118                          | 013   | Škoda                            | 7Tr                 | Solowagen         | nein         | nein        | 1951      | Wagen 116–118 1955 aus České Budějovice übernommen |
|                                                                  | 91–115                                  | 025   | Tatra / ČKD                      | T 400               | Solowagen         | nein         | nein        | 1953–1954 | |
|                                                                  | 135–191                                 | 057   | Škoda                            | 8Tr                 | Solowagen         | nein         | nein        | 1957–1960 | |
|                                                                  | 1–60, 85–126, 130–159, 192–225, 229–230 | 168   | Škoda                            | 9Tr                 | Solowagen         | nein         | nein        | 1962–1981 | |
|                                                                  | 226–228                                 | 03    | Škoda                            | T 11                | Solowagen         | nein         | nein        | 1967      | |
|                                                                  | 61–78, 6219–6315                        | 115   | Škoda                            | 14Tr                | Solowagen         | nein         | nein        | 1981–1991 | 14 Wagen wurden in den Jahren 1996 bis 2009 unter Verwendung neuer Wagenkästen zu 14TrM umgebaut, 56 Stück wurden ausgemustert, Nummer 6207 (ehemals 67) ist Museumswagen                                                                                   |
|                                                                  | 6501–6520                               | 020   | Škoda / FAS 11. Oktromvri Skopje | Škoda-Sanos S 200Tr | Gelenkwagen       | nein         | nein        | 1984–1985 | |
|                                                                  | 6521, 6601–6606, 6608–6616              | 016   | Škoda                            | 15Tr                | Gelenkwagen       | nein         | nein        | 1989–1992 | 6608 und 6616 ausgemustert |
|                                                                  | 6401                                    | 01    | Škoda                            | 21Tr                | Solowagen         | ja           | nein        | 2003      | |
|                                                                  | 6617, 6617–6640                         | 025   | Škoda                            | 15TrM               | Gelenkwagen       | nein         | nein        | 1997–2002 | der 1997 gebaute Wagen 6617 wurde bereits 2001 wieder ausgemustert und durch einen 2002 gebauten Wagen mit gleicher Nummer ersetzt, die Wagen 6639 und 6640 wurden 2010 gebraucht aus Tschechien übernommen – sie stammen aus Zlín beziehungsweise Chomutov |
|                                                                  | 6701–6706                               | 06    | Škoda                            | 25Tr Irisbus        | Gelenkwagen       | ja           | nein        | 2006      | mit Hilfsantrieb, kommen ausschließlich auf der Linie 33 zum Einsatz |
|                                                                  | 6001–6035, 6101–6115                    | 050   | Škoda                            | Škoda 30Tr SOR      | Solowagen         | ja           | ja          | 2014–2015 | 6101–6115 mit Hilfsantrieb |
|                                                                  | 6801–6870                               | 070   | Škoda                            | Škoda 31Tr SOR      | Gelenkwagen       | ja           | ja          | 2013–2015 | |
|                                                                  | 6901–6916                               | 160   | Škoda / Solaris                  | Škoda-Solaris 24M   | Doppelgelenkwagen | ja           | ja          | 2023      | mit Batterie, kommen ausschließlich auf der Linie 71 zum Einsatz |
| Gelenk-O-Bus Škoda 27Tr Solaris beim Hauptbahnhof in Bratislava. | 6711–6733                               | 230   | Škoda                            | Škoda 27Tr Solaris  | Gelenkwagen       | ja           | ja          | 2023      | mit Batterie, kommen ausschließlich auf der Linien 33, 40 und 61 zum Einsatz |
|                                                                  | 6121–6131                               | 110   | SOR                              | SOR TNS 12          | Solowagen         | ja           | ja          | 2023      | mit Batterie, kommen ausschließlich auf der Linie 44 zum Einsatz |